# زمین سنج کاپرآتا
زمین سنج کاپرآتا (نام علمی: Zythos cupreata) نام یک گونه از سرده زمین‌سنج‌های زیتوس است. این گونه در جزایر ملوک یافت می‌شود.